# Berisso
Berisso – miasto w Argentynie położone w prowincji Buenos Aires, 67 kilometrów na południe od Buenos Aires. Założone w roku 1871 miasto liczyło  w roku 2001 14 201 mieszkańców.